# (4163) Saaremaa
(4163) Saaremaa est un astéroïde de la ceinture principale.

## Description
(4163) Saaremaa est un astéroïde de la ceinture principale. Il fut découvert le 19 avril 1941 à Turku par Liisi Oterma. Il présente une orbite caractérisée par un demi-grand axe de 3,02 UA, une excentricité de 0,05 et une inclinaison de 11,1° par rapport à l'écliptique.

## Compléments